# Domażyr
Domażyr – staropolskie imię męskie, złożone z członów Doma- ("dom"; psł. *domъ oznacza "pomieszczenie, gdzie człowiek żyje ze swoją rodziną"; "wszystko, co jest w domu, rodzina, mienie, majątek", "ród, pokolenie", "strony rodzinne, kraj ojczysty") i -żyr ("pokarm, czynność jedzenia, życie").
Odpowiedniki w innych językach:
- ruski – Domažir ||Domožir[1]